# Carex capricornis
Carex capricornis là một loài thực vật có hoa trong họ Cói. Loài này được Meinsh. ex Maxim. mô tả khoa học đầu tiên năm 1887.